# Slobodan Marković
Slobodan Marković (en serbe en écriture cyrillique : Слободан Марковић) est un footballeur serbe, né le 9 novembre 1978 à Čačak. Il évoluait au poste de milieu défensif.

## Palmarès
- Tavria Simferopol
  - Vainqueur de la Coupe d'Ukraine en 2010.